# Бретт Далтон
Бретт Па́трік Да́лтон (англ. Brett Patrick Dalton; нар. 7 січня 1983, Сан-Хосе, Каліфорнія, США) — американський актор. Найбільш відомий за роллю Гранта Ворда в телесеріалі «Агенти Щ.И.Т.» і Майкла Монро у відеогрі «Until Dawn».

## Життя і кар'єра
Бретт закінчив в 2001 році середню школу Вестмонт в Кемпбеллі, штат Каліфорнія, де вирішив стати актором після прослуховування для п'єси «Пролітаючи над гніздом зозулі» і де був шкільним президентом. Він був захоплений драмою і грав провідну роль в «Мій улюблений рік». Далтон отримав ступінь бакалавра в Каліфорнійському університеті в Берклі і магістерський ступінь в мистецтві в Єльському університеті в 2011 році
У листопаді 2012 року він був затверджений на одну з головних ролей в серіалі Джосса Відона «Агенти Щ.И.Т.» в ролі агента Гранта Ворда . Дія серіалу відбувається у кіновсесвіті Marvel і розповідає про маленьку групу агентів, що включає героя Далтона, під керівництвом агента Філа Колсона. До того ж, Бретт знімався в таких серіалах, як «Блакитна кров», «Армійські дружини» і «Медсестри» (пілотний епізод для телеканалу Fox). У 2013 році він знявся у фільмі телеканалу National Geographic «Вбивство Лінкольна». Далтон брав участь в театральних постановках «Passion Play», «Ромео і Джульєтта» і «Happy Now?» (В Єлі); «Sweet Bird of Youth» і «Demon Dreams» (театральний фестиваль в Уілльямстоуне); «Макбет» і «You Can not Take It With You» (театральна компанія Чаутокві).
У травні 2014 Бретт отримав роль у фільмі «Втрачений у Флоренції», який вийшов на екрани в січні 2017. Актор зіграв Еріка Ломбарда, колишнього зоряного гравця в футбол у коледжі, який приїжджає у Флоренцію з розбитим серцем, де захоплюється небезпечним видом спорту і прекрасною місцевою дівчиною, Стефанією. Разом з Бреттом в цьому фільмі знялася Стана Катіч.
У 2015 Бретт озвучив персонажа гри «Until Dawn», Майкла Монро. За свою роботу над грою Бретт був номінований на премію National Academy of Video Game Trade Reviewers.
Бретт також озвучив аудіокнигу Кассандри Клер «Ангели Сходять Двічі» (оригінальна назва «Angels Twice Descending») із серії «Хроніки Академії Сутінкових Мисливців».
У 2016 році Бретт знявся в головній ролі в релігійному комедії «Воскресіння Гевіна Стоуна», що вийшла на екрани в січні 2017, в якій він зіграв разом з такими акторами як Анджела Джонсон-Рейес, Ніл Флінн, Д. Б. Суїні і відомим рестлерром Шоном Майклз. Актор також брав участь в зйомках короткометражки Саймона Кассіанідіса «Trust No One» в ролі Віктора.
У 2017 Бретт повернувся до ролі Гранта Уорда в серіалі «Агенти Щ.И.Т.», а також брав участь в озвучуванні аудіофільма Maggie's Dawn і озвучуванні Агента Брика для мультсеріалу «Закон Майло Мерфі».
У 2021 Бретт Далтон отримав роль лейтенанта Джейсона Пелхама у телесеріалі NBC Chicago Fire.

## Особисте життя

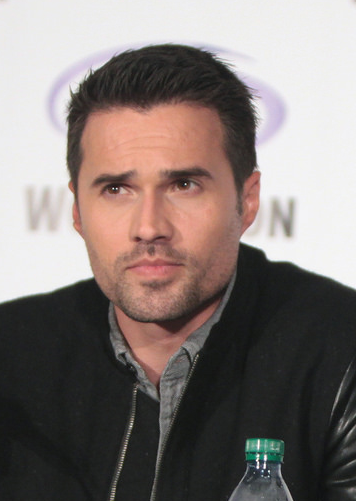
Бретт Далтон на WonderCon 2016

З 2015 року одружений з дизайнеркою і костюмеркою Мелісою Трн, вони мають дочку Сільвію (нар. 2012). Пара розлучилася у 2019 році.

## Фільмографія

### Кіно
| Рік  | Назва українською         | Назва англійською               | Роль        | Примітка               |
| ---- | ------------------------- | ------------------------------- | ----------- | ---------------------- |
| 2010 | Ігри о 1 годині ночі      | "" 1: 00am Games                | Тревіс      | Короткометражний фільм |
| 2013 |                           | Sheets                          |             | Короткометражний фільм |
| 2014 |                           | Beside Still Waters             | Джеймс      |                        |
| 2016 |                           | Trust No One ""                 | Віктор      | Короткометражний фільм |
| 2017 | Воскресіння Гевіна Стоуна | The Ressurection Of Gavin Stone | Гевин Стоун |                        |
| 2017 | Втрачений у Флоренції     | Lost in Florence                | Ерік Лазард |                        |

### Телебачення
| Рік       | Назва українською        | Назва англійською               | Роль                 | Примітка                                               |
| --------- | ------------------------ | ------------------------------- | -------------------- | ------------------------------------------------------ |
| 2007      | Медсестри                | Nurses '                        | Доктор Курт Тейлор   | Пілот                                                  |
| 2012      | Блакитна кров            | Blue Bloods "«                  | Філліп Гібсон        | 2х21 „Супутній збитку“                                 |
| 2012      | Армійські дружини        | Army Wives                      | Бігун на пляжі       | 6х14 „Фатальна реакція“                                |
| 2013      | Вбивство Лінкольна       | »" Killing Lincoln '            | Роберт Тодд Лінкольн | ТВ фільм                                               |
| 2013-2017 | Агенти Щ.И.Т.            | Agents of S.H.I.E.L.D.          | Грант Ворд / Альвіус | Головна роль                                           |
| 2015      | Джейк і Пірати Нетландии | Jake and the Never Land Pirates | Талон                | Озвучування; 3х30 «Капітан» Крюк з гаків «/ Політ Пер» |
| 2015      | Робоцип                  | Robot Chicken                   | Доктор Манхеттен     | Озвучування; 8х04 «Cheese Puff Mountain»               |
| 2017      | Закон Майло Мерфі        | Milo Murphy's Law               | Агент Брик           | Озвучування                                            |
| 2018      |                          | Cooking with love               | Стівен               | ТВ фільм                                               |
| 2018      | Елементарно              | Elementary                      | Райан Хейс           | 6х01 «An Infinite Capacity for Taking Pains»           |
| 2021      | Пожежники Чикаго         | Chicago Fire                    | Джейсон Пелхейм      | Періодична роль                                        |
| 2022      | Праведниця               | The Equalizer                   | Картер Гріффін       | 2-3 сезони                                             |

### Відеоігри
| Рік  | Назва українською | Назва англійською | Роль               | Примітка                                           |
| ---- | ----------------- | ----------------- | ------------------ | -------------------------------------------------- |
| 2015 | Until Dawn        | Until Dawn        | Майкл «Майк» Монро | Озвучування і захоплення руху (анімація) персонажа |

## Нагороди та номінації
| Рік  | Нагорода                                                | Категорія                | Робота        | Результат |
| ---- | ------------------------------------------------------- | ------------------------ | ------------- | --------- |
| 2014 | Teen Choice Awards                                      | Прорив року              | Агенти Щ.И.Т. | Перемога  |
| 2016 | Teen Choice Awards                                      | Кращий ТВ лиходій        | Агенти Щ.И.Т. | Номінація |
| 2016 | National Academy of Video Game Trade Reviewers (NAVGTR) | Краща роль другого плану | Until Dawn    | Номінація |